# ميريانا بيرونيا
ميريانا بيرونيا (بالصربية: Мирјана Бероња) مواليد 12 يوليو 1986 في جمهورية يوغوسلافيا الاشتراكية الاتحادية، هي لاعبة كرة سلة صربية. بدأت مسيرتها الاحترافية في سنة 2003. تلعب في الدوري السلوفاكي لكرة السلة للسيدات كلاعب هجوم خلفي. وتحمل الرقم 11. لعبت مع نادي بارتيزان لكرة السلة للسيدات في الدوري الصربي لكرة السلة للسيدات.

## روابط خارجية
- ميريانا بيرونيا على موقع كرة السلة الأوروبية.كوم (الإنجليزية)
- ميريانا بيرونيا على موقع بروبوليرز (الإنجليزية)